# Isla Jéchica
La Isla Jéchica es una isla de Chile, perteneciente al archipiélago de las Guaitecas, ubicada en la comuna de Cisnes, en la Provincia de Aysén de la Región de Aysén. Actualmente su uso está destinado para preservación y turismo de lujo.

## Geografía
La isla tiene un total de 6646 hectáreas de superficie y una rica biodiversidad de bosques vírgenes.

## Administración
En 2000, 65 hectáreas fueron vendidas a Luis Chadwick Vergara (miembro de la Familia Chadwick y de la exclusiva Cofradía de los Capitanes del Cabo de Hornos o Caphorniers), a través de la Sociedad de Desarrollo Jéchica Ltda., mientras que las 6581 hectáreas restantes le fueron entregadas en concesión de uso oneroso por un plazo de 50 años.
La gerenta del proyecto es Carmen Chadwick, hija de Luis, dueña además de un fundo frutero en la zona central de Chile. Fue idea de Carmen la de crear un refugio para los navegantes, quien se ayudó de su madre, Carmen, para adecuar las cabañas para los turistas.

## Servicios
El proyecto, con una inversión inicial de un millón de dólares, incluye marina, cabañas, hostería-restaurante, bar, biblioteca, servicios de Internet, sala de cartas náuticas, tina caliente, senderos, entre otros servicios. La isla es visitada por dueños de yatistas, empresarios y navegantes extranjeros que viajan por los canales patagónicos.